# Briggsia hastingsi
Briggsia hastingsi is een straalvinnige vissensoort uit de familie van de schildvissen (Gobiesocidae). De wetenschappelijke naam van de soort is voor het eerst geldig gepubliceerd in 2009 door Craig & Randall.